# Tabanus tergestinus
Tabanus tergestinus är en tvåvingeart som beskrevs av Egger 1859. Tabanus tergestinus ingår i släktet Tabanus och familjen bromsar. Inga underarter finns listade i Catalogue of Life.